# Пестово (Лухский район)
Пестово — деревня в Лухском районе Ивановской области. Входит в состав Тимирязевского сельского поселения.

## География
Находится в восточной части Ивановской области на расстоянии приблизительно 4 км на север-северо-запад по прямой от районного центра поселка Лух.

## История
Деревня появилась на карте 1840 года. В 1872 году здесь (тогда Юрьевецкий уезд Костромской губернии) было учтено 32 двора, в 1907 году — 58.

## Население
Постоянное население составляло 157 человек (1872 год), 280 (1897), 280(1907), 67 в 2002 году (русские 99 %), 51 в 2010.